# IC 2487
IC 2487 је спирална галаксија у сазвјежђу Лав која се налази на листи објеката дубоког неба у Индекс каталогу.
Деклинација објекта је + 20° 5' 24" а ректасцензија 9h 30m 9,0s. Привидна величина (магнитуда) објекта IC 2487 износи 13,4 а фотографска магнитуда 14,2. IC 2487 је још познат и под ознакама UGC 5059, MCG 3-24-61, CGCG 91-98, KARA 340, IRAS 09273+2018, PGC 26966.